# Tomentaurum
Tomentaurum är ett släkte av korgblommiga växter. Tomentaurum ingår i familjen korgblommiga växter.
Kladogram enligt Catalogue of Life:
| Tomentaurum | \| \| Tomentaurum niveum \| \| \| \| \| \| Tomentaurum vandevenderorum \| \| \| \| |
|             | \| \| Tomentaurum niveum \| \| \| \| \| \| Tomentaurum vandevenderorum \| \| \| \| |
|             | Tomentaurum niveum                                                                 |
|             |                                                                                    |
|             | Tomentaurum vandevenderorum                                                        |
|             |                                                                                    |